# Robert Craddock
Robert Craddock (1923. szeptember 5. – 2003. március 28.) amerikai labdarúgó, csatár.

## Karrierje
Karrierje során két csapatban, a Castle Shannonban és a Harmarville Hurricanesben játszott. Utóbbival két amatőrkupa-döntőt és ugyancsak két (1952, 1956) National Challenge Cup-döntőt bukott el.
Bár tagja volt az 1950-es vb-re utazó amerikai keretnek, de egyetlen meccsét a válogatottban 1954-ben, Haiti ellen játszotta.